# Сонет
Соне́т (уменьш. окс. sonet, итал. sonetto — «песенка», от лат. sonus — «звук») — традиционная поэтическая форма, относится к числу так называемых «строгих» (или «твёрдых») форм.
Сонет состоит из 14-и строк, обычно образующих два четверостишия-катрена (на две рифмы) и два трёхстишия-терцета (на две или три рифмы), чаще всего во «французской» последовательности — abba abba ccd eed (или ccd ede) или в «итальянской» — abab abab cdc dcd (или cde cde). Принято относить к сонетам также «шекспировский сонет», или сонет с «английской» рифмовкой — abab cdcd efef gg (три катрена и заключительное двустишие, называемое «сонетным ключом»), приобретший особую популярность благодаря Уильяму Шекспиру. Композиция сонета предполагает сюжетно-эмоциональный перелом (volta), который в «континентальном» (магистральном) сонете приходится, как правило, на переход от катренов к терцетам, а в шекспировском сонете — чаще всего или на 8-й, или на 13-й стих; в ряде случаев, однако, этот перелом оттягивается поэтом, иной раз даже до 14-го стиха (например, в 71-м сонете Филипа Сидни, Who will in fairest book of Nature know).

## История
Появление, становление и эволюция сонета неразрывно связана с мировой историей литературы. Появление сонета как жанра исследователи относят к началу XIII века, а этимологию ведут от итальянских слов «песенка» и «звук» (ит. Sonetto, Sonet — песенка, Son — звук). Сонет как жанрово-композиционная форма испытывал ряд жанровых модификаций в связи со своим развитием в Италии, Франции и Англии.
Правила, по которым следовало писать сонеты, были определены достаточно рано — в конце XIII и в XIV веках в Италии были сформированы основные канонические правила для этого жанра. Первый известный литературоведам сонет вышел из-под пера итальянского поэта Якопо (Джакомо) да Лентини, принадлежавшего к так называемой «сицилийской» поэтической школе. Творчество этого поэта, по мнению исследователей, приходилось на промежуток между 1215 и 1233 годами. Николя Буало пишет о сонете в трактате «Поэтическое искусство», называя эту поэтическую форму прихотью Аполлона: «Сей прихотливый бог, как говорят, когда-то, / Французских рифмачей желая извести, / Законы строгие в Сонет решил внести».
В 1332 году правила написания сонета падуанский поэт и грамматик Антонио да Темпо сформулировал в трактате Summa artis rithmici». Позднее правила менялись и уточнялись разными поэтами, чаще всего, они становились жёстче, в результате чего сонет всё более стал тяготеть к лаконизму и афористичности.
Выделяют три «колыбели» развития данной стихотворной формы — Италия, Франция, Англия. Авторы сонетов вносили изменения, совершенствовали композицию, рифму и форму сонета.

## Структурные признаки классического сонета
В литературоведческой науке мнения исследователей разнятся. Одни считают сонет самостоятельным жанром, другие — «формальной структурой» с особой «системой рифм». Согласно каноническим правилам, сонеты должны сочиняться в соответствии с определённой структурой:

### Основные
- количество строк — четырнадцать;
- количество строф — четыре (два катрена, два терцета);
- повторяемость рифм;
- система рифмовки:
  - перекрёстная или охватная в катренах;
  - разнообразная в терцетах;
- размер — распространённый в поэзии:
  - голландской, немецкой, русской, скандинавских стран — пятистопный или шестистопный ямб;
  - английской — пятистопный ямб;
  - итальянской, испанской, португальской — одиннадцатисложный стих (гендекасиллаб);
  - французской — александрийский стих.

### Дополнительные
- синтаксическая законченность каждой из четырёх строф;
- интонационное различие катренов и терцетов;
- точность рифм, чередование рифм мужских и женских;
- отсутствие повтора слов (кроме союзов, междометий, предлогов и т. п.).

## Вариации сонетного канона
На основе сонета построен ряд производных и усложнённых форм:
- «венок сонетов», состоящий из 15-и сонетов, связанных друг с другом по определённой схеме;
- онегинская строфа, представляющая собой сонет английского типа с обязательным чередованием перекрёстной, парной и опоясывающей рифмовки в катренах;
- «опрокинутый сонет», в котором терцеты не следуют за катренами, а предшествуют им;
- «хвостатый сонет», в котором к произведению добавляется ещё один или несколько терцетов или дополнительная строка;
- «сонет с кодой», где добавляется лишняя, 15-я строка[11];
- «половинный сонет», состоящий из одного катрена и одного терцета;
- «безголовый сонет», в нём отсутствует первый катрен;
- «сплошной сонет», написанный на двух рифмах;
- «хромой сонет», с укороченными четвёртыми стихами в катренах[12].

Отдельные поэты предлагали, систематически или в виде разового эксперимента, различные трансформации сонета. Заслуживает внимания, в частности, «Сонет триолетно-октавный» Ф. К. Сологуба (1920), складывающийся из триолета и октавы.
Устойчивая система рифмовки и постоянный размер, классический сонет и строфа в катрене — охватная или перекрёстная рифма, в терцетах — более свободная и разнообразная. В национальных поэзиях применялись различные способы сочинения сонетов. Русские, немецкие, голландские и скандинавские поэты сочиняли преимущественно пяти- или шестистопным ямбом; английские использовали пятистопный; в Италии, Португалии и Испании чаще использовали одиннадцатисложный стих; классический французский сонет использовал александрийский стих — двенадцатисложный, с цезурой посредине. Также универсальное значение имели такие особенности сонета, как внутренняя синтаксическая законченность и цельность каждой из четырёх частей (катрен и терцет); рифмы должны были быть звонкими и точными; если слова повторялись, это было связано с замыслом автора, как, например, в 61-м сонете Франческо Петрарки или в программном сонете Августа Шлегеля:
Вяжу одною цепью два катрена:

Две пары строк в две рифмы облекаю,

Вторую пару первой обрамляю.

Чтобы двойная прозвучала смена.

В двойном трёхстишье, вырвавшись из плена

Уже свободней рифмы расставляю,

Но подвиги, любовь ли прославляю —

Число и строй блюду я неизменно.

Кто мой отверг строфический закон,

Кто счёл его бессмысленной игрою,

Тот не войдёт в ряды венчанной касты.

Но тем, кто волшебством моим пленён,

Я в тесной форме ширь и глубь открою

И в симметрии сплавлю все контрасты.

Август Вильгельм Шлегель
Как особенная поэтическая форма возник «венок сонетов», развившийся также впоследствии в Италии XIII века. Венок состоит из 15-и сонетов, последний из них заключает основную тему и идею остальных 14-и стихотворений. Авторы венка начинали работу с 15-го сонета, особо выделяя две первые строфы, так как по традиции первый сонет начинался первой строкой последнего сонета и заканчивался его второй строкой. Также традицией предписывалось в 13-и сонетах последнюю строку предыдущего произведения обязательно ставить первой строкой последующего.
Сонет рано появился в литературе Испании, Португалии, Франции, Англии и Нидерландов, затем и в ряде других европейских стран: Болгарии, Румынии, Греции, Венгрии, Чехии, позже — в прибалтийских странах, в России и Америке. В Германии разработкой теории сонета и его развитием занимался первый немецкий поэтолог XVII века Бухнер, Омейс, Цезен, Опиц, Вейзе, а также представители романтического направления — Ф. Шлегель, Арним, Геррес, А. Шлегель. Работа А. Шлегеля по теории сонета способствовала возрождению интереса к данному жанру и вызвала «сонетную лихорадку», которая охватила первую половину XIX века, направив развитие жанра в новое русло.

## Сонет в Италии
Сонет возник в XIII веке в Италии. Первый из известных сонетов был написан Якопо да Лентини (годы деятельности 1215—1233) — нотариусом при дворе короля Сицилии Фридриха II и поэтом «сицилийской школы». Первые итальянские сонеты своим ритмом, строем, перекрёстной схемой рифмы были близки к народной песне.  В дальнейшем сонетную форму культивировали поэты dolce stil nuovo (Гвидо Гвиницелли, Гвидо Кавальканти, Чино да Пистойя) и представители демократической поэтической школы Тосканы (Чекко Анджольери, итал. Cecco Angiolieri). В творчестве первых получил дальнейшее развитие пришедший из поэзии трубадуров культ возлюбленной. В сонетах поэтов dolce stil nuovo женщина обожествляется, разрушаются сословные преграды в любви, исследуется духовный мир человека, совершенствуется поэтический язык. В плебейской поэзии Анджольери и его последователей воспевается будничная жизнь с её простыми человеческими радостями.
Канонические правила написания сонета были сформулированы около 1332 года падуанским судьёй и поэтом-любителем Антонио да Темпо в трактате Summa artis rithimici vulgaris dictaminis. Это был один из первых трактатов по стихосложению, в нём впервые автор систематизирован целый ряд общеупотребительных стихотворных форм, в том числе, народных, которые Данте в труде «О народном красноречии» либо обошёл вниманием, так как они его не интересовали, либо собирался, но так и не написал о них. Фактически, работа Антонио да Темпо оставалась стандартным руководством стихосложения в течение двух столетий как скучный, но упорядоченный отчёт о практике стихосложения. В XIV веке веронский придворный поэт Джидино да Соммакампанья (Gidino da Sommacampagna) и Франческо Барателла в XV веке написали произведения того же рода. Трактат Гидино был основан на трактате Антонио, тогда как трактат Барателлы является переводом Антонио на итальянский язык. Даже Триссино, чей подход был радикально другим, похоже, считал Антонио единственным авторитетом в этой области. Имя Антонио использовалось спустя долгое время после его смерти, чтобы придать авторитет анонимной «Жизни Петрарки» и комментариям к «Канцоньере».
Непревзойдёнными мастерами сонетной формы являются Франческо Петрарка и Уильям Шекспир. Именно благодаря Петрарке сонет стал средством изображения человеческих переживаний. В его Canzoniere («Книге песен», 1373) — 366 стихотворений (из них 317 в форме сонета), имеющих одну сюжетную линию — рассказ о любви поэта к Лауре, надолго определила пути развития европейской лирики. Шекспир придал композиционную и поэтическую целостность сонетному циклу, обратив внимание современников на глубину переживания, философскую заострённость мысли и прекрасную художественную форму.
Сонеты в Италии продолжали писать и в XV веке. Сборник 186-и сонетов Il Saporetto Проденцани, созданных около 1410 года, — важный источник по музыке итальянского периода Арс но́ва.
В Италии впервые появились сонеты не на итальянском языке, Иммануэль Римский использовал эту форму в поэзии на иврите.

## Сонет в Англии
Первый перевод сонета на английский язык выполнил Джефри Чосер. Он включил 88-й сонет Петрарки (под названием «жалоба Троила») в свою поэму «Троил и Крессида», без сохранения его формы. Томас Уайетт переводил Петрарку и писал подражания его сонетам, избрав, вероятно, под влиянием творчества французских поэтов схему abba abba cdd cee. Уайетт отошёл от петраркистской традиции томления по идеалу, лирический герой сонета максимально приземлён, а предмет его страсти — обыкновенная женщина. Интонация Уайетта приближена к разговорной речи, причём довольно часто встречаются отступления от размера и перебивки ритма. Эксперименты своего старшего современника продолжил граф Суррей, который отверг итальянскую форму сонета в пользу английской — трёх четверостиший с заключительным двустишием.
Английский сонет исследователи относят к «поэтике двойственности», отмечая его двойную природу, так как овладение этой формой поэзии совмещалось с отстранённостью, которая порой переходила в насмешку над условностью жанра, что подрывало его канонические устои, а природа сонета сосредотачивалась на рефлексии и остроумии.
Наиболее ярким представителями этого жанра был Уильям Шекспир, к нему обращались Сидни и Спенсер, придавший сонету особую форму, вошедшую в историю литературы как «спенсеровский сонет».

## Сонет в Российской империи
Начало XIX века
Л. В. Тредиаковский и А. П. Сумароков в своём творчестве определили дальнейшее развитие художественной формы сонета и его тематическую направленность. В Российской империи сонет в основном не отступал от нормы, не изменял основы его построения, и в целом сохранил до настоящего времени канонические правила, отличаясь от иных поэтических форм изяществом метафор, высоким слогом и торжественностью.
В начале XIX века сонеты появлялись в творчестве В. А. Жуковского, Г. Р. Державина, А. Е. Измайлова, не занимая в их наследии значительного места. В 20-е годы XIX века сонеты писали Е. А. Баратынский, П. А. Катенин, A. А. Дельвиг, Н. М. Языков, Д. В. Веневитинов, А. С. Пушкин, В. К. Кюхельбекер и другие, нередко используя библейские и античные сюжеты, поэты в то же время расширяли тематический круг сонетной формы. B. И. Туманский и В. Веневитинов писали сонеты на тему освобождения Греции; Л. А. Якубович и П. П. Ершов сочиняли сонеты о героическом прошлом России, В. К. Кюхельбекер делился в сонетах своим трагическим настроением после восстания декабристов. Наиболее яркий представитель русского сонета XIX века — П. Д. Бутурлин.
Н. А. Некрасов в юношестве отдал дань романтизму, так как поэты того периода времени (М. И. Михайлов («Кольцов»), Н. П. Огарёв, И. С. Никитин, Н. А. Добролюбов и другие) редко использовали форму сонета. Л. Н. Трефолев наполнял сонеты гражданским содержанием («Кровавый поток» и «Океан жизни»). А. А. Фет редко, но постоянно, обращался к этой форме поэзии. От канонической формы сонета отступали поэты пушкинской поры, за исключением А. А. Дельвига, неизменно сохранявшего его традиционную форму. Пушкинские сонеты более свободны по форме написания.
Значительное развитие в историю русского сонета внёс И. А. Бунин, сонеты которого, по мнению многих исследователей, «отличаются стройностью и чистотой построения», независимо от того, что было темой сонета — Древний Египет, античный мир, библейские и евангельские легенды и т. д. Наибольшее развитие этот жанр получил в сонетах конца XIX века, в творчестве таких представителей, как К. М. Фофанов и Н. М. Минский.
Жанр сонета в современной лирике
Сонетную форму в XX веке охотно использовали символисты, и первым среди них был В. Я. Брюсов. Этот жанр можно встретить в творчестве почти всех поэтов-символистов: Ф. К. Сологуба, А. А. Блока, С. М. Соловьёва, Ю. К. Балтрушайтиса и других. Особенно выделяются сонеты И. Ф. Анненского, автора редкой формы — сонетов-шуток, написанных с присущей поэту оптимистичной верой в жизнь. Сонеты поэтов-акмеистов А. А. Ахматовой, С. М. Городецкого, О. Э. Мандельштама, В. А. Рождественского и других отличает более свободная форма и отступление от канонической формы, но и они придавали жанру запоминающиеся черты, отвечающие их творчеству. Для Игоря Северянина сонеты стали неотъемлемой частью его творчества.
Многие из поэтов начала XX века сохранили интерес к сонету, они составляли «центр поэтического творчества» В. И. Иванова, который считал сонет «образцом высокой лирики».
Сонеты писали последователи поэзии прошлого века (А. А. Коринфский), предшественники модернистских направлений (И. И. Коневской, М. А. Лохвицкая), а также молодые поэты (М. И. Цветаева, Ю. Н. Верховский). Поэты «Сатирикона» развивали его сатирическую форму. Крестьянские поэты — Демьян Бедный, С. А. Есенин и другие в своём творчестве использовали жанр как поэтическую пробу, в то время как П. В. Орешин, Н. Рыбацкий, Е. М. Тарасов, Я. П. Бердников, освоив сонет, придали ему новое содержание, обличая самодержавный строй и призывая к пролетарской революции. Советские поэты — Г. М. Кржижановский М. А. Дудин, П. А. Радимов, В. А. Солоухин, И. Л. Сельвинский и другие также писали отдельные сонеты, циклы и венки сонетов.
В русской поэзии стандартный размер сонета — пятистопный ямб, но допускаются и отклонения. В отличие от большинства других «твёрдых» форм, сонет сохраняет актуальность и в XXI веке. В качестве примеров можно привести «Сонеты на рубашках» Генриха Сапгира; «Двадцать сонетов к Саше Запоевой» Тимура Кибирова, пародирующего Бродского, а также два венка сонетов Сергея Калугина.

## Сборники и антологии на русском языке
- Западноевропейский сонет XIII—XVII веков : Поэтическая антология / Общее составление А. А. Чамеева; вступительная статья З. И. Плавскина. — Л. : Издательство ЛГУ, 1988. — 496 с. — 50 000 экз.